# 그레이엄 아널드
그레이엄 제임스 아널드(영어: Graham James Arnold, 1963년 8월 3일~)는 오스트레일리아의 축구 선수, 지도자이다. 선수 시절 포지션은 스트라이커였으며 오스트레일리아 대표팀의 일원으로 활동했다. 현역 은퇴 후 축구 감독이 되어 오스트레일리아 대표팀 감독을 지냈다. 현재 이라크 축구 국가대표팀 감독으로 재직 중이다.